# Versorgungsausgleichsgesetz
Das Versorgungsausgleichsgesetz ist ein deutsches Bundesgesetz, das den Versorgungsausgleich nach der Scheidung zum Beispiel durch Halbteilung oder einen anderen Ausgleich regelt. Es trat durch das Gesetz zur Strukturreform des Versorgungsausgleichs am 1. September 2009 in Kraft. 
Nach § 1 sind Anrechte im Sinne dieses Gesetzes „im In- oder Ausland bestehende Anwartschaften auf Versorgungen und Ansprüche auf laufende Versorgungen, insbesondere aus der gesetzlichen Rentenversicherung, aus anderen Regelsicherungssystemen wie der Beamtenversorgung oder der berufsständischen Versorgung, aus der betrieblichen Altersversorgung oder aus der privaten Alters- und Invaliditätsvorsorge.“